# Stupkî, raionul Ternopil, regiunea Ternopil
Stupkî (în ucraineană Ступки) este o comună în raionul Ternopil, regiunea Ternopil, Ucraina, formată numai din satul de reședință.

## Demografie
Componența lingvistică a comunei Stupkî
     Ucraineană (99,42%)
     Alte limbi (0,59%)
Conform recensământului din 2001, majoritatea populației comunei Stupkî era vorbitoare de ucraineană (99,42%), existând în minoritate și vorbitori de alte limbi.